# Trasporto su strada

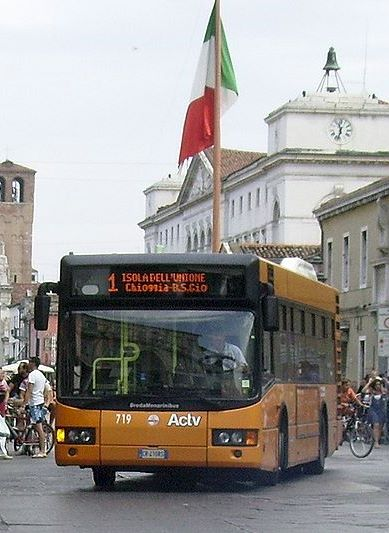
Trasporto su gomma (autobus ACTV)

Il trasporto su strada o trasporto su gomma è il movimento di veicoli a motore (benzina, diesel, elettrico) su percorsi stradali disegnati appositamente.
Questo modo di trasporto è sicuramente il più usato dal XX secolo, sia per i passeggeri che per le merci, man mano che la tecnologia ha messo a disposizione veicoli più perfezionati, le strade, sono passate dal fondo della terra a quello in asfalto e che si sono cominciate a diffondere le autostrade.

## Caratteristiche
Uno dei vantaggi di questo tipo di trasporto rispetto ai trasferimenti via rotaia, cielo o mare è rappresentato dal poter offrire un servizio da  porta a porta con una flessibilità superiore agli altri mezzi di trasporto.

## Movimentazione passeggeri
Lo spostamento dei passeggeri può avvenire mediante modalità di trasporto collettivo (autobus, filobus), o di trasporto individuale (autoveicolo, taxi, motoveicolo, bicicletta).

## Movimentazione merci
Il trasporto su strada consente anche di trasportare merci utilizzando mezzi come (autocarri, autoarticolati, Furgoni). 

## Movimentazione di soccorso
La strada permette anche la circolazione di veicoli di soccorso come (ambulanze, Autopompe, autogru, ecc.)